# 艾伦·墨菲
艾伦·墨菲（英語：Allen Murphy，1952年7月15日—），美国NBA联盟前职业篮球运动员。他在1975年的NBA选秀中第2轮第35顺位被菲尼克斯太阳选中。